# 米哈伊·莫卡努
米哈伊·莫卡努（羅馬尼亞語：Mihai Mocanu，1942年2月24日—2009年6月18日），罗马尼亚男子足球运动员，司职后卫。他曾代表罗马尼亚国家队参加1970年国际足联世界杯，结果队伍止步小组赛阶段。